# Tecnofeminismo
El tecnofeminismo es un término acuñado por Judy Wajcman en su libro del mismo nombre, y se refiere al punto donde se encuentra el feminismo con los avances tecnológicos, que en la actualidad es muy importante ya que el patriarcado y el machismo están involucrados tanto en avances científicos como tecnológicos, como por ejemplo en el desarrollo de vacunas, teléfonos celulares, computadoras u otros aparatos. El tecnofeminismo se centra en alzar la voz sobre que las mujeres también son científicas, también dan grandes avances en la tecnología, y a su vez en quitar esa imagen de que las mujeres sean cosificadas, la tecnología no es la clave, sino el establecimiento y el desarrollo para responder a los eventos sociales que ocurren, dado el nombre del tratado entre feminismo y constructivismo, definida como la mujer tecnológica, se crea la relación entre el hombre y la tecnología, con tecnologías como tanto la causa como el efecto de la sexualidad masculina:

Los varones siguen dominando ampliamente las instituciones y los grupos de este tipo, y existen unos diferenciales de género pronunciadísimos en el acceso a las redes electrónicas y en el control de las mismas
Wajcman, 2004

## Relación entre la mujer y la tecnología
La tecnología es influida por el género, tanto durante su diseño como durante su consumo y uso, y a causa de esto se ha creado un nuevo espacio femenino fundamentado en un nuevo estereotipo de género, que afirma que la participación en la tecnología es también una práctica que las mujeres realizan. Es importante recalcar el papel activo de las mujeres en su contribución a la creación, a través del uso y consumo de la tecnología, de nuevas relaciones sociales entre los sexos. Las ventajas que las nuevas tecnologías ofrecen a las mujeres es muy importante si tenemos en cuenta que la tecnología domina una inmensa cantidad de ámbitos de la vida pero también debe realizarse el esfuerzo de alejarse del marco normativo y de lo que debería ser y realizar análisis constructivistas y materialistas que conciban a la tecnología como un producto socio técnico. La perspectiva de género es fundamental, pues es la que nos ayuda a dilucidar los estereotipos y roles tradicionales de género que, aún hoy, podemos hallar en los desarrollos y aplicaciones de la tecnología:

La realidad virtual es un nuevo espacio para socavar viejas relaciones sociales, un lugar de libertad y de liberación de los roles de género convencionales
Wajcman, 2004

En la actualidad la sociedad ha cambiado con respecto al pasado, ya que se puede ver que incluso a veces hay más mujer en carreras conforme a la ciencia y la tecnología, y grandes descubrimientos tecno científicos se les atribuyen a las mujeres y no solo en puestos menores bajo la sombra de empleos grandes que se decía que era para hombres.
También podemos notar avances para el cuerpo de la mujer en el ámbito de la ciencia y la tecnología que permite a la mujer tener un control acerca del embarazo y de su sexualidad, pero ningún avance para el hombre, esto actualmente ha cambiado gracias a este movimiento ya que incluso esta próximo a tener pastillas anticonceptivas para hombres y no solo en ese ámbito también por mencionar otro aspecto es en los electrodomésticos que no son mencionados para uso igualitario si no va enfocado a la mujer aunado que solo la mujer los utiliza por que su “deber” es ser ama de casa y con esto nueva tecnología se podría realizar más sencillo las tareas, las aportaciones de esta autora da otra perspectiva al feminismo ya que no era tan conocido que también las mujeres tenían desigualdad y discriminación en estos ámbitos, porque conforme la tecnología va evolucionando, la desigualdad va de la mano, esto para crear conciencia que las mujeres tienen las mismas posibilidades que los hombres intelectualmente para poder ejercer profesiones de tecno ciencias, o incluso hacer el uso de las mismas y procurando también que sea de una forma en que ellas no se vean perjudicadas ni excluidas.
El tema del feminismo ha ido evolucionando hasta la actualidad y no sólo hablando del tema de género sino igual en la forma de inclusión que ha tenido la mujer con todas la fuentes tanto de información como de trabajo para poder ir tomando un lugar en el tema de la tecnología y demostrar que no sólo el hombre puede tener acceso a todo esto. Como también esclarecer las repercusiones que ha tenido la tecnología y la ciencia en el tema del feminismo, sobre todo las consecuencias que esto ha traído a la sociedad e instituciones donde no se dejaba que la mujer contribuyera o tuviera oportunidad de realizar investigaciones o de poder estudiar. Hoy en día podemos ver cuántas mujeres estudian o laboran en el campo de la Ciencia y la Tecnología y no tiene nada de malo, incluso ellas tienen y aportan mejores ideas que los hombres [cita requerida] y eso no las hace ni más ni menos ante ellos, porque para muchos que una mujer se encuentre laborando o estudiando alguna ingeniería es poco apropiado ya que se tiene la idea de que no son licenciaturas para las mujeres , como se ha visto en años pasados solo se veían a los hombres en esos campos.

El tecnofeminismo, son las grandes atribuciones que aporta al feminismo como lo es que las mujeres también pueden trabajar en la ciencia y tecnología, nos demuestra que no solo es una labor para los hombre que incluso grandes mujeres han realizado diversas aportaciones a las mismas, sin embargo son muy pocas y no tienen el mismo mérito que los hombres, Wajcman dice que se puede dar una lucha a incluso instituciones, universidades y centros de investigación que con anterioridad no dejaban ingresar a mujer o a muy pocas, muy pocas mujeres tuvieron la oportunidad de realizar investigaciones y estudiar en alguna ingeniería.
En esta obra de Wajcman profundiza cómo es que el estudio de la tecnología igual abarca una perspectiva desde el tema de género, empezando con una obra acerca de cómo el feminismo se confronta con la tecnología para después de 15 años poder realizar con más estudio su obra del Tecnofeminismo.
La obra escrita por Judy Wajcman “El tecnofeminismo”, esta enfocada en el movimiento feminista, y una de sus ideas principales es el uso de herramientas que la tecnología ofrece en el mundo actual. La obra es interesante porque habla sobre los avances que ha tenido la ciencia y la tecnología, generando para el sexo femenino un cambio en la sociedad; Wajman en su contenido plasma la idea de analizar a la tecnología y el término género, para obtener y comprender de cierta forma una perspectiva amplia del funcionamiento de estos y la relación que existente entre ambos. Además, hace referencia en que si bien ha tenido un progreso la tecnología, también ha tenido fallas y un enorme retroceso debido a los problemas globales que sufre la sociedad, en diferentes aspectos. 
Judy Wajcman hace una reflexión y una comparación entre el feminismo actual y el feminismo que existía en épocas anteriores, centrando su atención en la información que surge del estudio en la ciencia y tecnología, es decir, la tecnociencia. Menciona también una perspectiva sobre el tema de la realidad virtual, en donde señala que es un nuevo espacio para adentrarse a las relaciones sociales, así como también considera que son nuevas oportunidades para hacer una transformación enorme en el rol de género y esto al mismo tiempo genere la autorrealización de la mujer en diversos aspectos de su vida diaria. 
La obra expresa las formas de ser de las mujeres y la influencia que el internet ha impactado en ellas, incluso presenta a la tecnología como una forma de liberación para el sexo femenino, también brinda una interpretación y un debate sobre el movimiento feminista, visto desde varios ángulos; por último hace la inclusión también sobre la importancia de ocupar artefactos y la red en la actualidad, para que el sexo femenino tenga un beneficio grande, y un impacto notorio en el mundo.
La obra de Wajcman, Judy, Tecnofeminismo, tiene aportaciones como el hecho de que ha logrado la igualdad femenina y masculina, ya que se puede ver hoy en día a la mujer estudiando carreras que tienen que ver con tecnología, como ingenieras en: sistemas, telecomunicaciones, en aeronáutica, electrónica, biomédica, etc. En lo que antes solo eran profesiones para hombres, también ahora lo son para mujeres, y se ha logrado que incluso desarrollen mejor su trabajo que los propios hombres, y han logrado plantear grandes cambios en el mundo científico y tecnológico, por ejemplo Margarita Salas y su contribución a la investigación relacionada con la estructura del ADN.
Gracias al acceso que ha tenido la mujer en la tecnología, se ha logrado que no tengan la misma visión de las mujeres de épocas pasadas, ahora tiene metas, visiones, y no son conformistas, un ejemplo de ello, pueden estudiar carreras en línea, cursos, diplomados; así como también tienen negocios en línea como, venta de maquillajes, ropa, realizan videos de como maquillarte, como comer saludable, pero también como ser mujer de negocios, mujeres éxitos en ámbitos que antes eran considerados para hombres ahora ellas tiene una voz, tiene sus propios canales en aplicaciones como Instagram, YouTube, Facebook y esto hace que sus videos sean vistos por todo el mundo, 

Muchas ciberfeministas a albergar expectativas tecnoutópicas de que los nuevos medios electrónicos ofrecerán a las mujeres un inicio fresco para crear nuevos lenguajes, programas, plataformas, imágenes, identidades fluidas y definiciones multisubjetivas en el ciberespacio; de que las mujeres en efecto pueden recodificar, rediseñar y reprogramar la tecnología de la información para ayudar a cambiar la condición femenina
Wilding, 2004

Gracias a que la mujer cuenta con el acceso al uso de la tecnología, puede encontrar cualquier información que desee, un ejemplo de ello sería en la planificación familiar, con ella se puede informarse de cómo cuidarse, qué métodos anticonceptivos usar, así como también cuáles saber son sus derechos, y cómo exigirlos.
El acceso de la mujer a la tecnología dio un cambio muy significativo para ella, ya que le permitió abrir los ojos y darse cuenta de que no solo los hombres podían, sino ellas también y poder lograr llegar hasta donde ellas quisieran.

## Ciberfeminismo
El ciberfeminismo es una alianza de los bienes contra sus amos, una alianza de mujeres y máquinas
Bassett, 1997

Para las mujeres es de suma importancia el poder tener a su alcance las tecnologías ya que de esta forma ellas pueden expresar su opinión sobre la forma en que se les han visto y se les ha reprimido así como poder ejercer actividades o profesiones en donde sólo se catalogaban a los hombres como los más aptos para realizar los puestos y así poder llegar con otras personas y así exponer todos los puntos antes mencionados. Tenemos que mencionar que el ciberfeminismo ha traído cosas buenas y cosas que no lo son, como por ejemplo una de las cosas que no beneficia el ciberfeminismo es que se ha elevado más la forma en que los hombres tienen el alcance de sexualizar a la mujer y usarla como un objeto o símbolo sexual. Mientras que por otro lado el ciberfeminismo nace con el fin de que las mujeres dejemos de sexualizarnos y clasificarnos y se pueda ver más allá de lo superficial y nos demos cuenta que podemos aportar mucho tecnológicamente.

Muchas ciberfeministas a albergar expectativas tecnoutópicas de que los nuevos medios electrónicos ofrecerán a las mujeres un inicio fresco para crear nuevos lenguajes, programas, plataformas, imágenes, identidades fluidas y definiciones multisubjetivas en el ciberespacio; de que las mujeres en efecto pueden recodificar, rediseñar y reprogramar la tecnología de la información para ayudar a cambiar la condición femenina
Wilding, 2004

El ciberespacio se está utilizando realmente para que muchas feministas puedan tener un comentario o punto de vista, donde puedan expresar y ser leídas y/o escuchadas sobre el patriarcado o contraatacando el machismo donde puede ser que algunas de ellas han sido víctimas pero sobre todo haciéndole ver a las demás mujeres que tienen derechos y voz por la cual muchas están luchando, y mediante estas tecnologías tener un mejor alcance hacia las demás personas así demostrándoles que estamos en una era la cual se tiene que evolucionar como sociedad y no quedarse con lo que se ha venido arrastrando como lo es el patriarcado.
El mayor alcance que se puede tener en estos tiempo con la tecnología es que mediante una foto, video, comentario o texto se puede tener mayor alcance a las demás personas por medio de las redes sociales y es que gracias a estos medios que tenemos a la mano es que se han podido lograr muchas causas y cosas, donde las mujeres pueden explicar el porqué de este movimiento del feminismo y porqué se da.

Las comunidades ciberfeministas contribuyen hoy a conformar su identidad y discurso sobre la violencia de género a partir del diálogo en Facebook, lo que desencadena, en paralelo, un conjunto de dinámicas en sus procesos comunicativos
Barranquero, 2019

El ciberfeminismo ha ayudado a que los hombres que tenían otras ideologías y/o actitudes arraigadas vayan cambiando y mejorando como sociedad y éste movimiento ayuda a que otras mujeres puedan ver que no son las únicas que se encuentran luchando por una misma causa. Mujeres que han sido víctimas de agresiones como lo es lo que es muy común la violencia intrafamiliar, pues se anime a poder denunciar o simplemente recibir ayuda para poder salir del infierno en cual se encuentra viviendo y así ser escuchadas recibir apoyo de los grupos de ayuda que existen para todos estos casos de violencia, y más que nada recibiendo ayuda psicológica. En varias partes del mundo existen personas que por medio de la tecnología con la que contamos hoy en día se han conectado para un mismo movimiento y una misma lucha, viendo así que el ciberfeminismo ha tenido un avance positivo.
La corriente ciberfeminista surge a principio de la década de los años 90 gracias a que Donna Haraway elaboró un documento llamado A Cyborg Manifesto siendo este un impulso para la nueva búsqueda del nuevo feminismo socialista, que es capaz de luchar por un nuevo espacio creado por la tecnología en donde se pierde la identidad.
Un cíborg es mitad máquina, mitad humano, una criatura en un mundo lleno de conceptos, significado y relaciones.
Existe una cierta empatía entre la máquina y mujer, ya que ambas tienen la capacidad de ser cualquier cosa y de ser lo que según hacen y finalmente ambas pueden tomar la decisión.
El cíborg es un organismo cibernético, una criatura de realidad social y también de ficción, y es el nuevo eje central de un mundo que ya no depende del género, que no tiene un origen. El mundo cíborg nace como consecuencia de tres tendencias dentro de la investigación científica; la primera  la frontera entre lo humano y lo animal, la segunda entre organismos (animales o humanos) y máquinas, entre lo natural y lo artificial, y por último, la tercera sobre los límites entre lo físico y lo no material, asimismo, el documento plasma que el cuerpo pierde sus límites, haciendo una difuminación en un aspecto tecno-biológico. Así nace el cíborg, mitad máquina, mitad humano; es una criatura en un mundo lleno de conceptos, significado, relaciones, etcétera. 
Entonces, las tecnologías han creado de cierto modo una informática de la dominación y Haraway, indica que puede existir también la tecnofobia, a la que se debe hacer caso omiso, y aceptar la unión cuerpo-máquina como una extensión del cuerpo, de nuestras vidas y de nuestra intimidad. Además, existe una simpatía entre máquina y mujer porque ambas tienen la capacidad de ser cualquier cosa, y de ser según lo que hacen; ambas pueden tomar la decisión. El libro de Plant es un conjunto de enlaces que tejen una historia sobre la tecnología y la mujer, que resalta la alianza escondida que ha existido siempre entre máquina y mujer y la sitúa en correlación a futuras feministas.
Por otra parte las Tics, son importantes, ya que están encaminadas a ayudar a la mujer, en virtud del carácter femenino que tiene la tecnología, y a la alianza entre las máquinas y las mujeres: 

El ciberfeminismo para mí implica que se está desarrollando una alianza entre mujeres, máquinas y la nueva tecnología que las mujeres están usando
Galloway, 1996

El ciberfeminismo tiene como visión general una visión crítica con perspectiva de género que sea capaz de demostrar hasta qué punto un producto surgido en un determinada sociedad puede ser el instrumento idóneo para que varias mujeres o si, la misma tecnología constituye un reflejo de las relaciones sociales medidas por el género.
Wajcman menciona que “la carencia de la postura ciberfeminista podemos hallarla, en que su optimismo imposibilita la explicación de la persistente inferioridad de las mujeres en el campo de la tecnología”.
En palabras de Judy Wacjman “La propia tecnología es plástica y, por consiguiente, una misma tecnología puede tener efectos contradictorios, dado que el contexto y las relaciones sociales de su utilización inciden en la misma”.